# Sebastián Camacho y Zulueta
Sebastián Camacho y Zulueta (Xalapa, Veracruz, diciembre de 1822-Ciudad de México, noviembre 1915) fue un político y empresario mexicano, considerado un referente de la ciencia ficción en México. 

## Vida
Nació el 18 de diciembre de 1822 en Xalapa, Veracruz, México. Otras fuentes refieren que nació en 1820. Sus padres fueron Sebastián Camacho Castillo, abogado, diplomático y político mexicano, y su esposa, Manuela Zulueta Calvo.

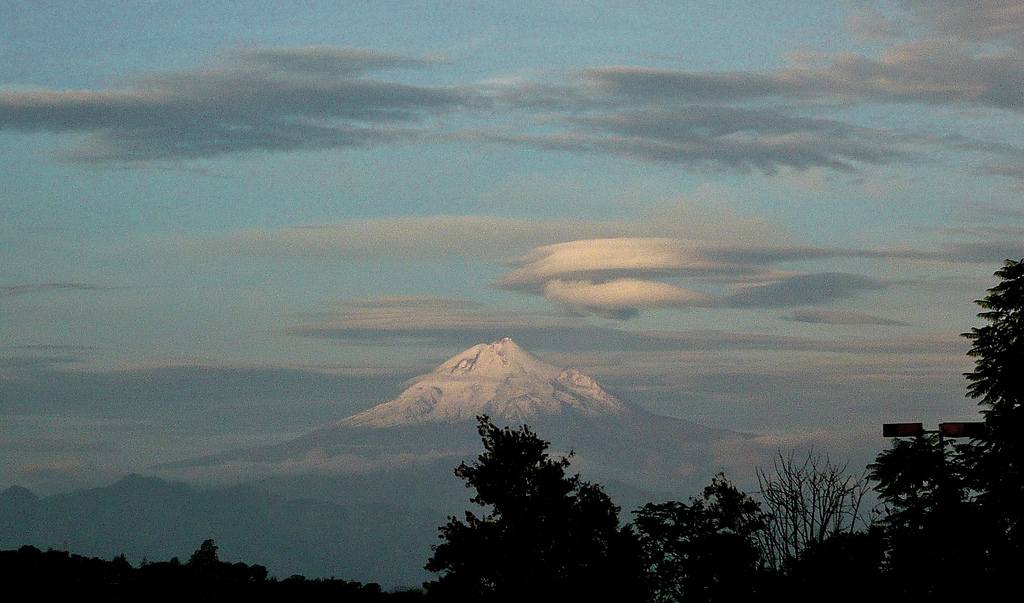
El Pico de Orizaba, visto desde Xalapa, fue parte del paisaje donde creció Camacho y Zulueta

Estudió Ingeniería Topográfica en la Escuela de Minas en su natal Xalapa. 
En su vida adulta, realizó importantes inversiones y estuvo en altos puestos de mando en los ferrocarriles de México. Fue senador hasta su muerte en la capital mexicana en 1915. 
Se casó en primeras nupcias con María Loreto Pizarro Mayor del Valle (1882-1871) y tuvieron 7 hijos: Enrique, María Concepción, Fernando, María Dolores, Ángeles, Guadalupe y Sebastián. Camacho y Zulueta tuvo en total tres esposas, enviudando dos veces. Falleció a los 92 años el 8 de noviembre de 1915, en la Ciudad de México, México. 

## El Ateneo Mexicano
Con la finalidad de establecer una asociación literaria en México, en 1840 se creó el Ateneo Mexicano. Los fines de esta agrupación literaria y científica se reflejaron en sus siguientes máximas: 
‘La perfecta igualdad, la mejor armonía, el amor y dedicación al trabajo, la cooperación constante y el más notable y patriótico interés; y pues que este establecimiento debía reunir todas las ciencias y todos los talentos, justo y oportuno fue darle el nombre de Ateneo Mexicano, a imitación del que fundó en Roma con igual objeto el emperador Adriano hacia el año 135 de la era cristiana’.

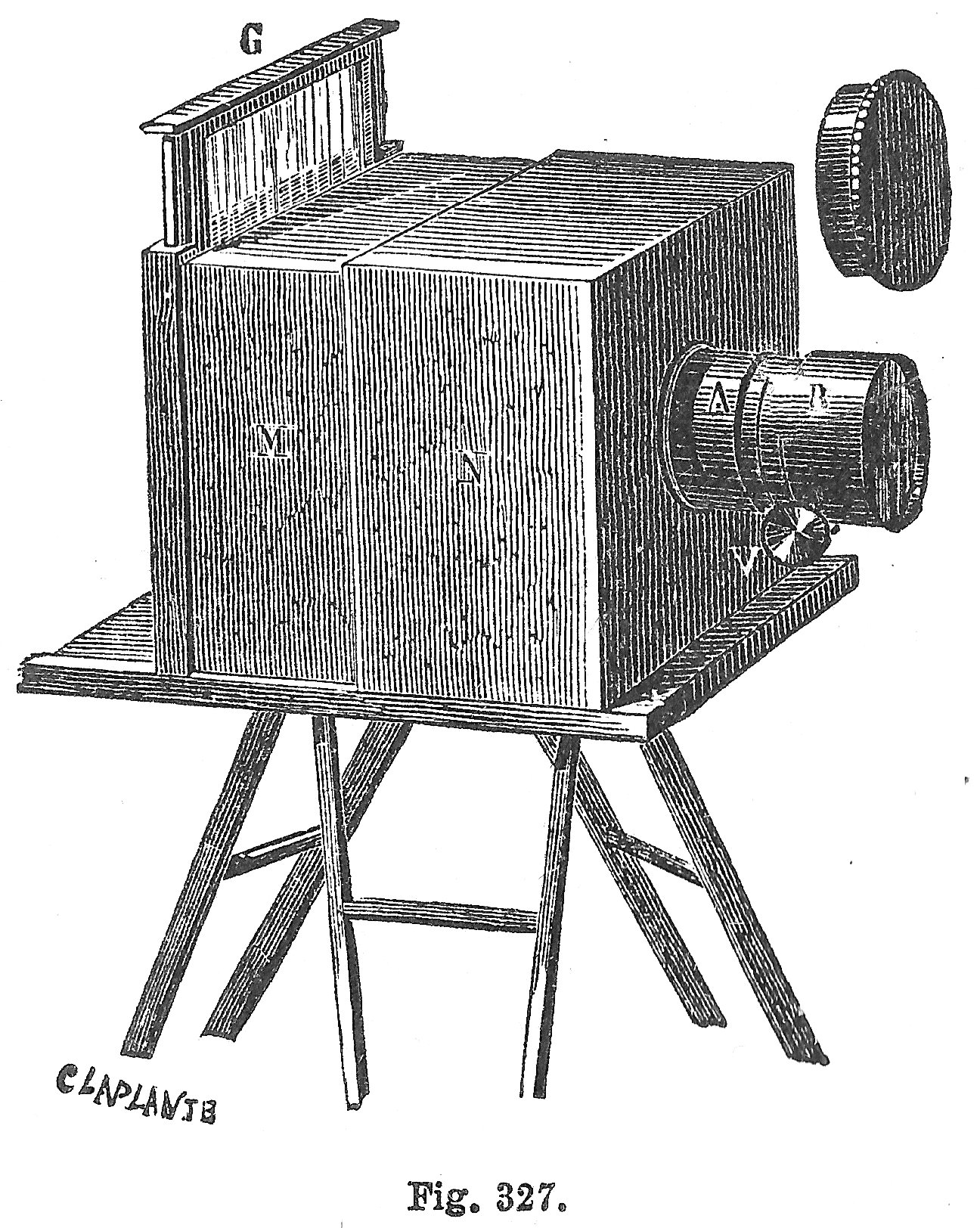
A Camacho y Zulueta le interesó tanto el Daguerreotipo, que escribió sobre él. La cámara para tomarlos se introdujo en México en 1839.

Camacho y Zulueta escribió sobre los globos aerostáticos. Un globo sobre Av. Juárez en 1910

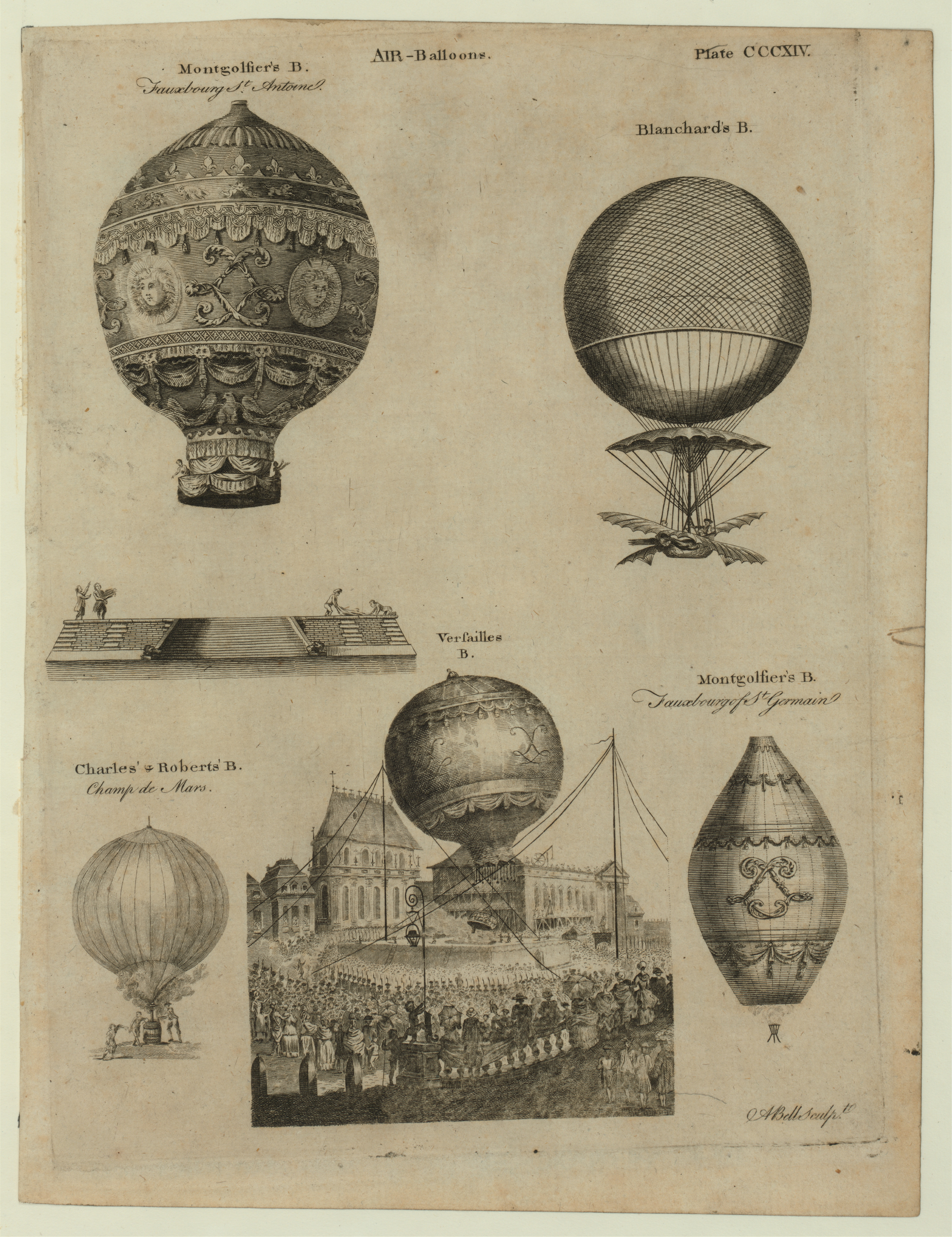
Los globos aerostáticos le llamaban la atención a Camacho y Zulueta

Camacho y Zulueta contribuyó en la primera edición del Ateneo Mexicano con un artículo sobre el daguerrotipo y otro acerca de los globos aerostáticos. 
En la misma edición, usando el seudónimo ‘Fósforos Cerillos’, escribió también la breve historia de ciencia ficción ‘México en el año 1970’.

## México en el año 1970
México en el año 1970 fue la segunda obra de ciencia ficción escrita en el país, que recoge la literatura mexicana y es considerada por los especialistas como ‘el segundo en ver la luz’, tras la obra del fraile Manuel Antonio de Rivas. Escrita en 1840, sus dos personajes hablan de una ciudad culta de 800 000 habitantes, un mundo de profesionales calificados, calles iluminadas, justicia impoluta y una paz construida con base al combate a la corrupción de los funcionarios públicos.
Como dato curioso, para ubicar por qué manejó ese número de habitantes, según el censo de José Gómez de la Cortina en 1838 el país entero tenía 7 millones de habitantes y el Departamento de México, es decir el actual Estado de México más la capital, 1.4 millones de habitantes. Al parecer, en la Ciudad de México vivían alrededor de 300 mil. En 1970 el censo de población registró 48.2 millones para todo México y 6.8 millones para el Distrito Federal.
Tomado de un artículo de la Revista Bicentenario, a continuación se reproduce un fragmento del cuento México en el año 1970:
“ Don Próspero.– Es preciso confesar, sobrino mío, que los adelantos del siglo XX en todas materias son gigantescos; pero el que más me entusiasma y me hace concebir las más lisonjeras esperanzas de que nuestra juventud causará una revolución brillante en las ciencias y artes, es que por fin los hombres se han convencido íntimamente de que la piedra filosofal para todas las empresas es que cada individuo se dedique exclusivamente a un solo ramo y trate de hacer en él cuantas reformas juzgue convenientes. El defecto más pronunciado de nuestros mayores en los siglos 18 y 19 era el espíritu enciclopédico; y el que no podía dar su opinión sobre varias materias, no era tenido por sabio; lo cual, como debes suponer, sólo producía charlatanes, los más superficiales que pueden concebirse. Registra la mayor parte de los periódicos literarios de México del siglo pasado y los hallarás llenos (principalmente algunos que había de pane lucrando et stomacho deponendo) de artículos de ningún interés, regularmente de costumbres; pero ¡¡¡Qué costumbres!!!… y necesitas echarte a nadar para hallar en ellos algún buen artículo científico o histórico. ¿Quién habrá muerto, que están doblando en todas las iglesias de México? 
Ruperto.– El telégrafo eléctrico avisó esta mañana a las siete que ha muerto repentinamente, a las cinco y media de la mañana, el gobernador de las Californias, hombre muy apreciable por sus virtudes, su vasta instrucción y su laboriosidad. El presidente ha dispuesto se le haga un suntuoso funeral: se han preparado 120 globos para conducir las guarniciones militares de México, Puebla, Veracruz, Jalisco, Matamoros, Monterrey y Chihuahua al lugar de dicho funeral; y se han citado a los gobernadores y autoridades principales de todos los departamentos, para que estén a las diez del día de mañana en el palacio del difunto para que asistan a la función fúnebre que debe verificarse en la Catedral de la misma ciudad en que falleció. 
Don Próspero.– Si no me perjudicase tanto el movimiento de los globos aerostáticos, iría al funeral; pero a los noventa años nada puede un pobre viejo y desgraciadamente es la edad en que se desea todo, aún con más ahínco que en la infancia